# 1888 en France
Chronologie de la France
- 1884
- 1885
- 1886
- 1887
- 1888
- 1889
- 1890
- 1891
- 1892

Cette page concerne l'année 1888 du calendrier grégorien.

## Événements
- 2 janvier : entrevue secrète de Boulanger et du prince Napoléon, à Prangins, en Suisse[1].
- 11 janvier : Louis Le Prince dépose un brevet pour une caméra à une lentille.

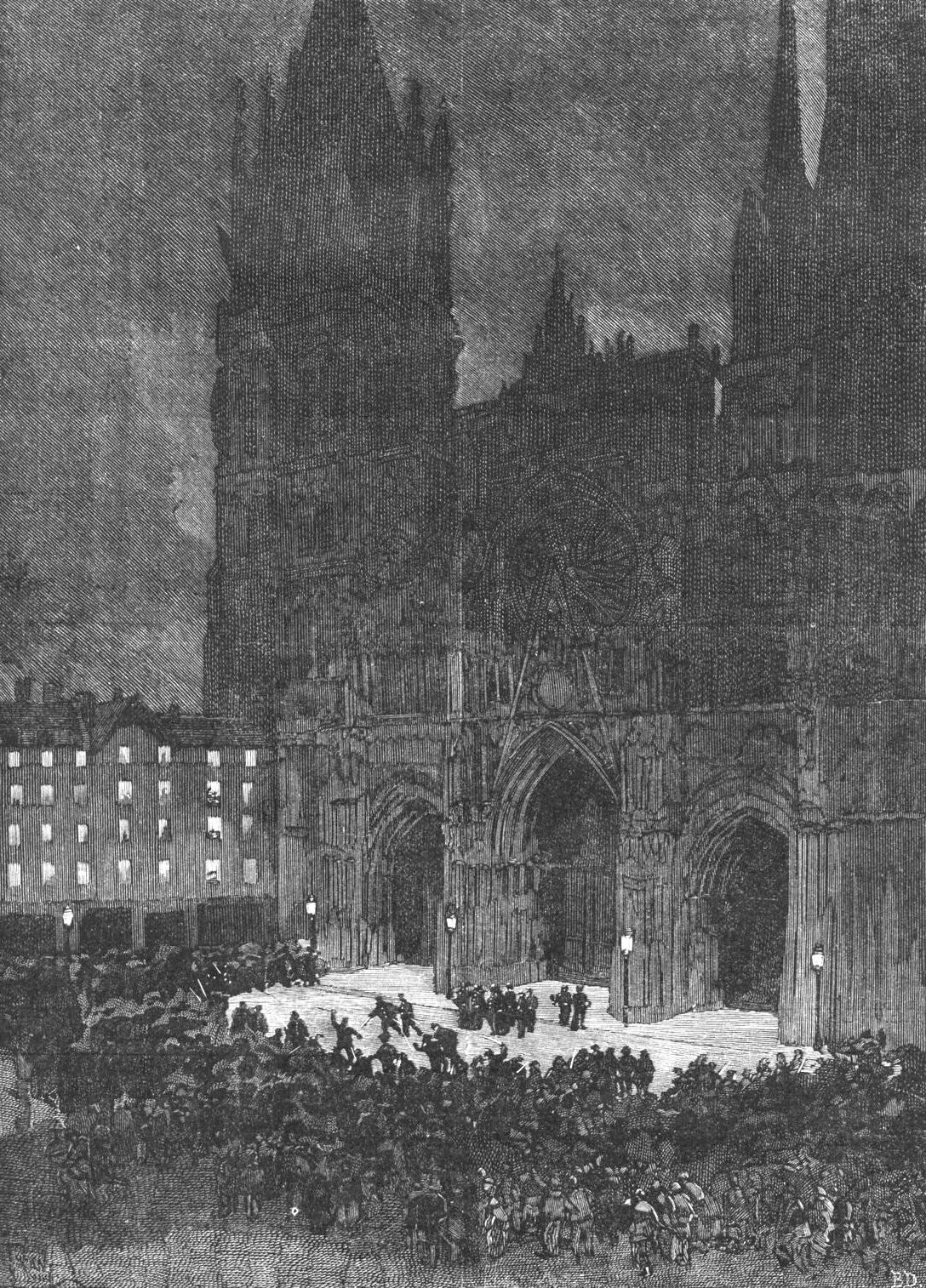
Les troubles de Rouen. Manifestation aux abords de la cathédrale à la suite des prêches de l'abbé Garnier. Dessin d'Osvaldo Tofani, Le Monde illustré, 28 janvier 1888.

- 18 janvier : la troupe empêche les manifestants anticléricaux opposés aux prêches de l'abbé Garnier d'envahir la cathédrale de Rouen[2].
- 8 février : accord franco-britannique délimitant les sphères d’influence des deux pays en Somalie ; les Français commencent l’aménagement du port de Djibouti, qui devient le 20 mai 1896 le chef-lieu de la Côte française des Somalis au détriment d’Obock[3].
- 19 février : Van Gogh quitte Paris pour Arles[4].
- 27 février : à la suite de l’échec des négociations pour le renouvellement des relations commerciales entre la France et l’Italie, le Parlement français vote des surtaxes spéciales applicables à l’entrée des produits italiens. Le 29 février, le gouvernement italien répond par un décret qui surtaxe lourdement les importations française. Une guerre des tarifs s’ensuit (fin le 1er janvier 1890)[5].
- 14 mars : le général Boulanger est mis en non-activité par retrait d'emploi[1].

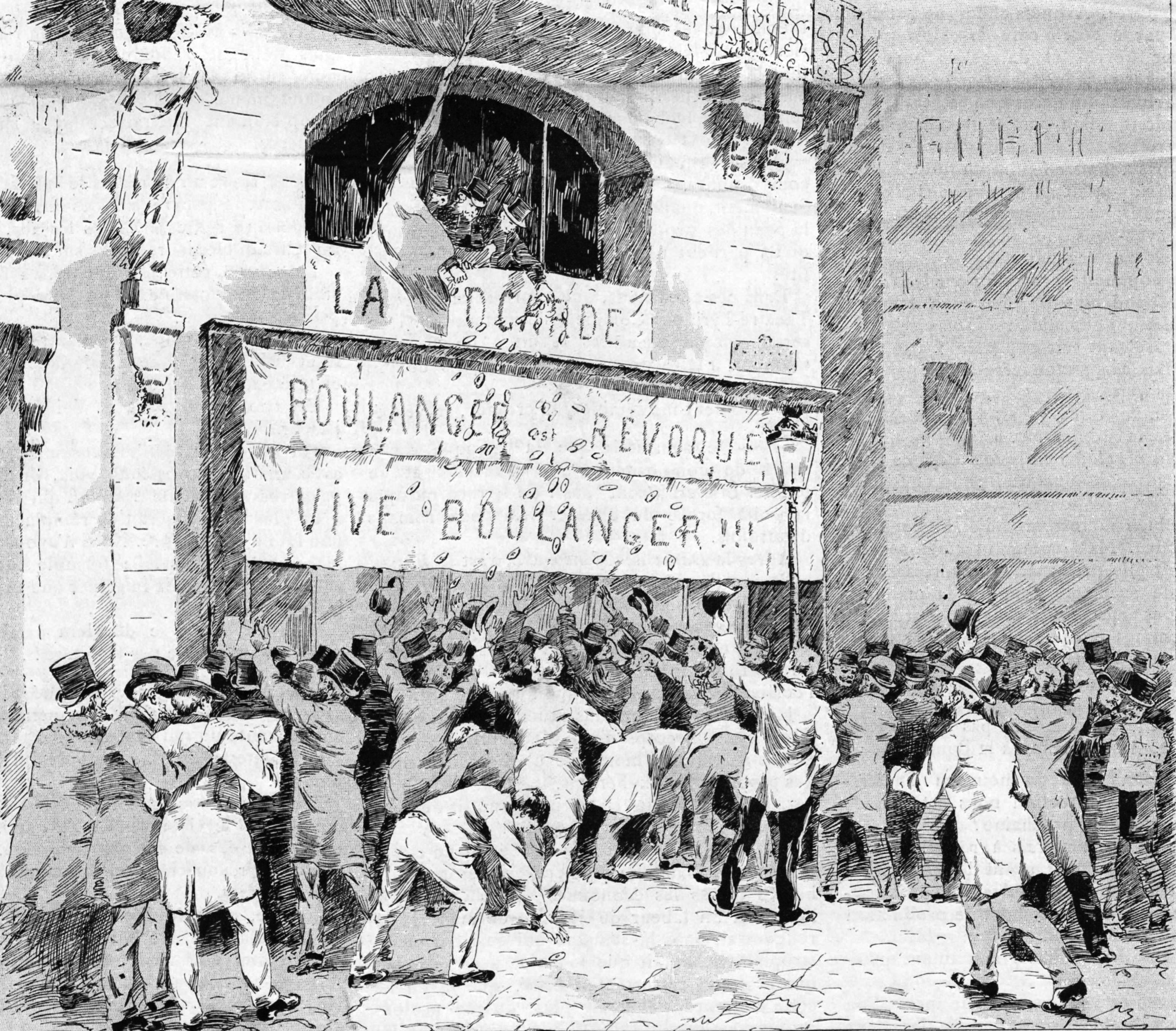
Les manifestations boulangistes. Rue Montmartre : la distribution des cocardes [devant les bureaux du journal La Cocarde]. Dessin d'Ernest Bouard. Le Monde illustré, 25 mars 1888

- 16, 17 et 18 mars : le gouverneur Lacascade impose le protectorat français sur Raiatea et Tahaa, Huahine et Bora Bora (Îles Sous-le-Vent)[6]. Cette décision provoque une insurrection, conduite par le chef de Raiatea Teraupoo[7] (fin le 16 février 1897 après la capture de Teraupoo).

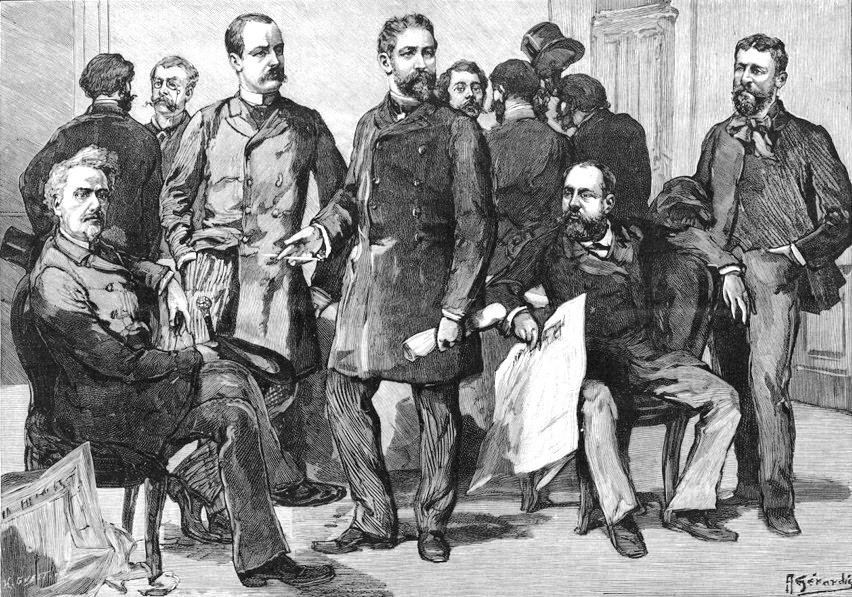
Le Comité de protestation Nationale, dessin d'Auguste Gérardin publié dans L'Illustration nationale, 8 avril 1888.

- 18 mars : création du comité républicain de protestation nationale pour soutenir la cause du général Boulanger[8]. Début de l'agitation boulangiste (1888-1889). Paul Déroulède, Henri Rochefort, Eugène Mayer, Naquet, Arthur Meyer, Georges Thiébaud, Dillon, etc[9].
- 27 mars : le général Boulanger est mis à la retraite et devient éligible[1]. Il se présente aux législatives partielles dans le Nord, puis à Paris où il est élu triomphalement (avril - août).
- 3 avril : formation du gouvernement Charles Floquet[10].
- 8 avril :
  - Boulanger est élu député de la Dordogne[1].
  - Mende devient une des premières villes de France, et le premier chef-lieu, à bénéficier de l'éclairage électrique[11].
- 15 avril : Boulanger est élu député du Nord[10].
- 27 avril : les thèses boulangistes sont présentées lors du banquet du Café Riche[10].
- 29 avril :  premiers championnats de France d'athlétisme à la Croix-Catelan de Paris[12].

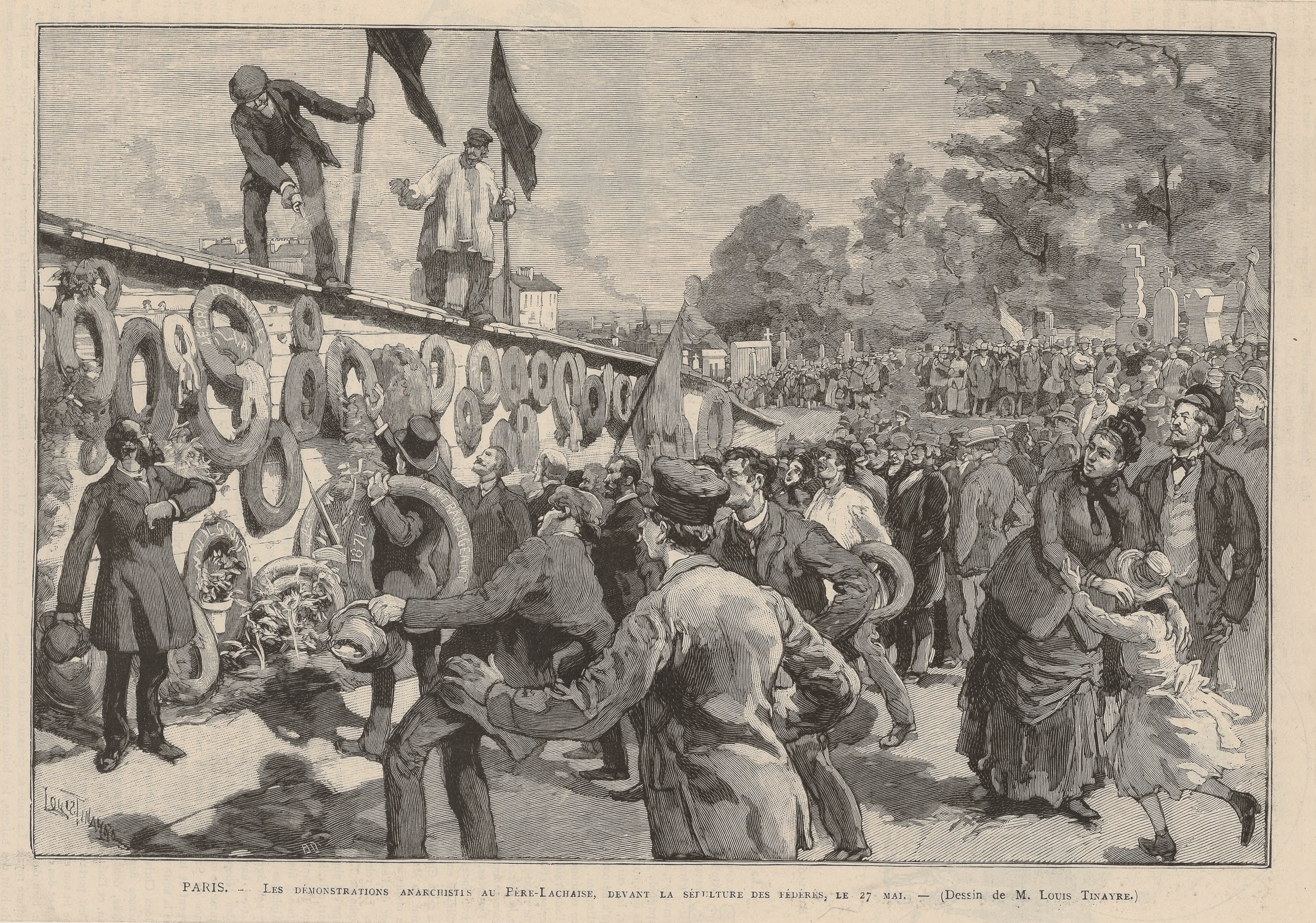
Les démonstrations anarchistes au Père-Lachaise devant la sépulture des Fédérés, Le Monde illustré, 2 juin 1888.

- 25 mai : fondation de la Société des droits de l'homme et du citoyen[10].
- 27 mai : affrontements entre socialistes et anarchistes lors du rassemblement devant le mur des Fédérés[13].
- 4 juin : Boulanger dépose à la Chambre un projet de révision de la Constitution[10].
- 25 juin : lancement de la Faluche française, lors du retour des étudiants français des 800 ans de l'université de Bologne[14].
- 28 juin : Edouard-Alfred Martel parvient à traverser l'Abîme de Bramabiau dans les Cévennes gardoises. L'événement est considéré comme fondateur de la spéléologie moderne.
- 8 juillet : inauguration de l'ascenseur des Fontinettes à Arques, près de Saint-Omer, qui permet le franchissement du dénivelé de 13 mètres sur le canal de Neufossé[15].
- 12 juillet : Boulanger réclame la dissolution de la Chambre après son refus sur la révision de la Constitution ; après une altercation avec Charles Floquet, il démissionne de son mandat de député[10].

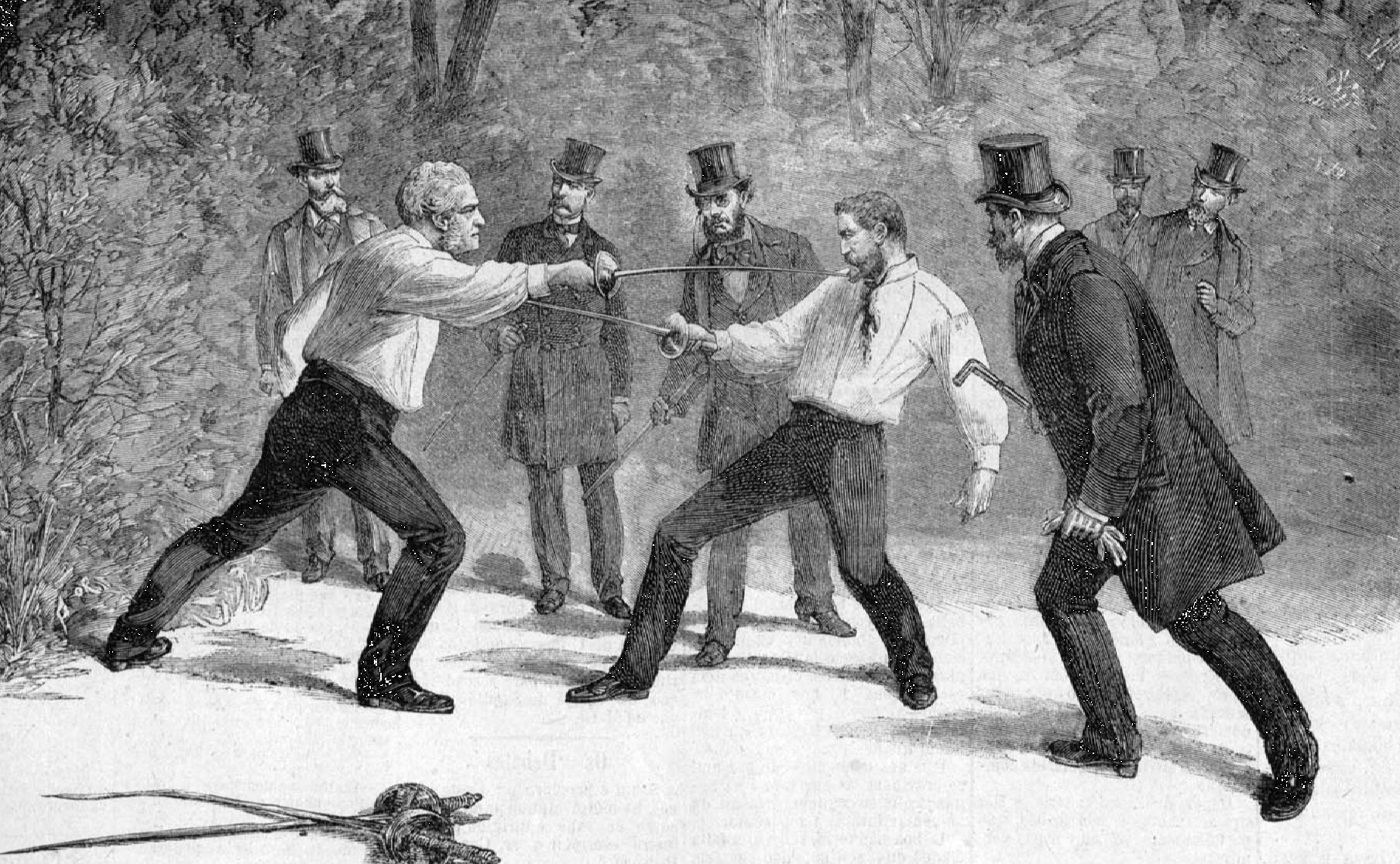
Duel Floquet-Boulanger.

- 13 juillet : duel entre Charles Floquet et Boulanger, qui est blessé à la gorge[10].
- 22 juillet : Boulanger est battu aux législatives par le candidat républicain Joseph Beaussier dans le département de l'Ardèche[1].
- 23 juillet : pour la première fois la chorale de la Lyre des Travailleurs réunie dans l'estaminet À la Liberté, 21, rue de la Vignette à Lille, interprète le chant de L'Internationale[16].

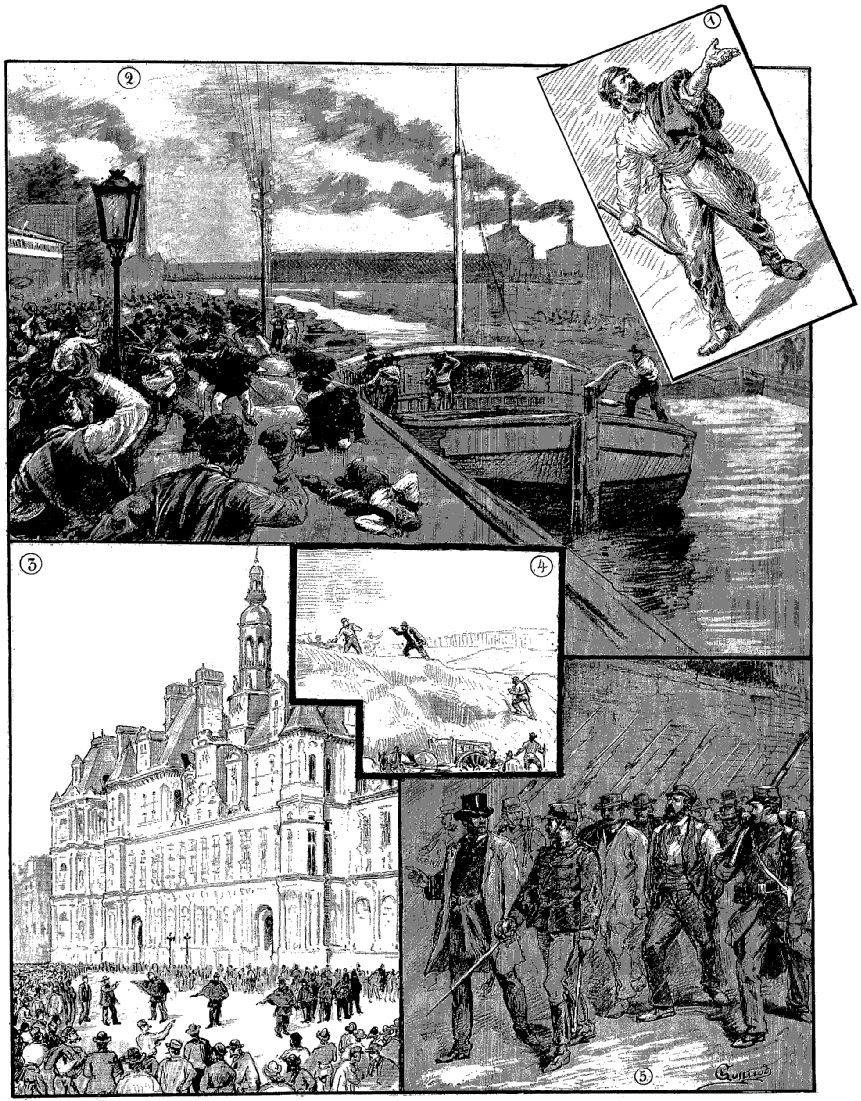
La grève des ouvriers terrassiers à Paris, L'Univers illustré, n° 1741, 4 août 1888.

- 25 juillet-17 août : grève des terrassiers parisiens menée par le syndicaliste et militant blanquiste Frédéric Boulé[10].
- 8 août : fermeture de la Bourse du Travail à la suite de violentes manifestations[10].
- 19 août : triple élection de Boulanger dans les départements de la Charente inférieure, de la Somme et du Nord[10].
- 5 septembre : accident ferroviaire de Velars[17].
- 10 septembre : Louis Archinard est nommé Commandant supérieur du Soudan français à la place de Gallieni[18].
- 2 octobre : décret Floquet sur le recensement des résidents étrangers. Par décret le président de la République instaure l’obligation pour tous les étrangers qui émettent le désir de s’installer en France de se déclarer à la mairie la plus proche dans les quinze jours qui suivent leur arrivée sur le territoire[19].
- 23 octobre : Paul Gauguin arrive chez Van Gogh place Lamartine à Arles[4].
- 14 novembre : inauguration de l'Institut Pasteur de Paris[20].
- 2 décembre : discours républicain de Boulanger à Nevers[1].
- 10 décembre : premiers emprunts russes souscrits à Paris[21]. En aidant la Russie à devenir une grande puissance industrielle, la France espère contrebalancer la puissance de l’Allemagne.
- 23 décembre : Vincent Van Gogh se coupe l'oreille[4].
- 27 décembre : la compagnie du Canal de Panama se place en instance auprès des Chambres pour obtenir une prorogation de trois mois qui lui permettrait de faire face à ses engagements[22].

## Naissances en 1888
- 20 février : Georges Bernanos, écrivain (5 juillet 1948).
- 16 novembre : Henri Bosco, écrivain. († 4 mai 1976).
- 16 décembre : Alphonse Juin, maréchal de France. († 27 janvier 1967).